# BIG6 European Football League 2018.
BIG6 European Football League je svoje peto izdanje imala 2018. godine. 
 Za razliku od prošlh sezona, u ovoj sezoni nastupju četiri kluba iz Francuske, Nozozemske i Njemačke. 
Klubovi su igrali po dvije utakmice, a dva najuspješnija kluba su potom igrali završni susret - Eurobowl kojeg je osvojio "Braunschweig New Yorker Lions". 

## Sudionici
- La Courneuve Flash - La Courneuve
- Amsterdam Crusaders - Amsterdam
- Braunschweig New Yorker Lions - Braunschweig
- Frankfurt Samsung Universe - Frankfurt na Majni

## Rezultati i ljestvica

### Ligaški dio
| mj. | klub                          | ut | pob | por | ner | poen+ | poen- | post. |
| --- | ----------------------------- | -- | --- | --- | --- | ----- | ----- | ----- |
| 1.  | Frankfurt Samsung Universe    | 2  | 2   | 0   | 0   | 88    | 15    | 1.000 |
| 2.  | Braunschweig New Yorker Lions | 2  | 2   | 0   | 0   | 70    | 6     | 1.000 |
| 3.  | La Courneuve Flash            | 2  | 0   | 2   | 0   | 12    | 58    | 0.000 |
| 4.  | Amsterdam Crusaders           | 2  | 0   | 2   | 0   | 9     | 100   | 0.000 |

| par                                                 | rez. |
| --------------------------------------------------- | ---- |
| La Courneuve Flash - Braunschweig New Yorker Lions  | 6:10 |
| Amsterdam Crusaders - Frankfurt Samsung Universe    | 9:40 |
| Braunschweig New Yorker Lions - Amsterdam Crusaders | 60:0 |
| Frankfurt Samsung Universe - La Courneuve Flash     | 48:6 |

### Eurobowl
| datum           | grad               | stadion        | klub1                      | rez.  | klub2                         |
| --------------- | ------------------ | -------------- | -------------------------- | ----- | ----------------------------- |
| 9. lipnja 2018. | Frankfurt na Majni | PSD Bank Arena | Frankfurt Samsung Universe | 19:20 | Braunschweig New Yorker Lions |

## Poveznice
- BIG6 European Football League
- Eurobowl
- European Football League
- bigsix.eu  Arhivirana inačica izvorne stranice od 13. veljače 2015. (Wayback Machine)
- eurobowl.info